# دن (رود)

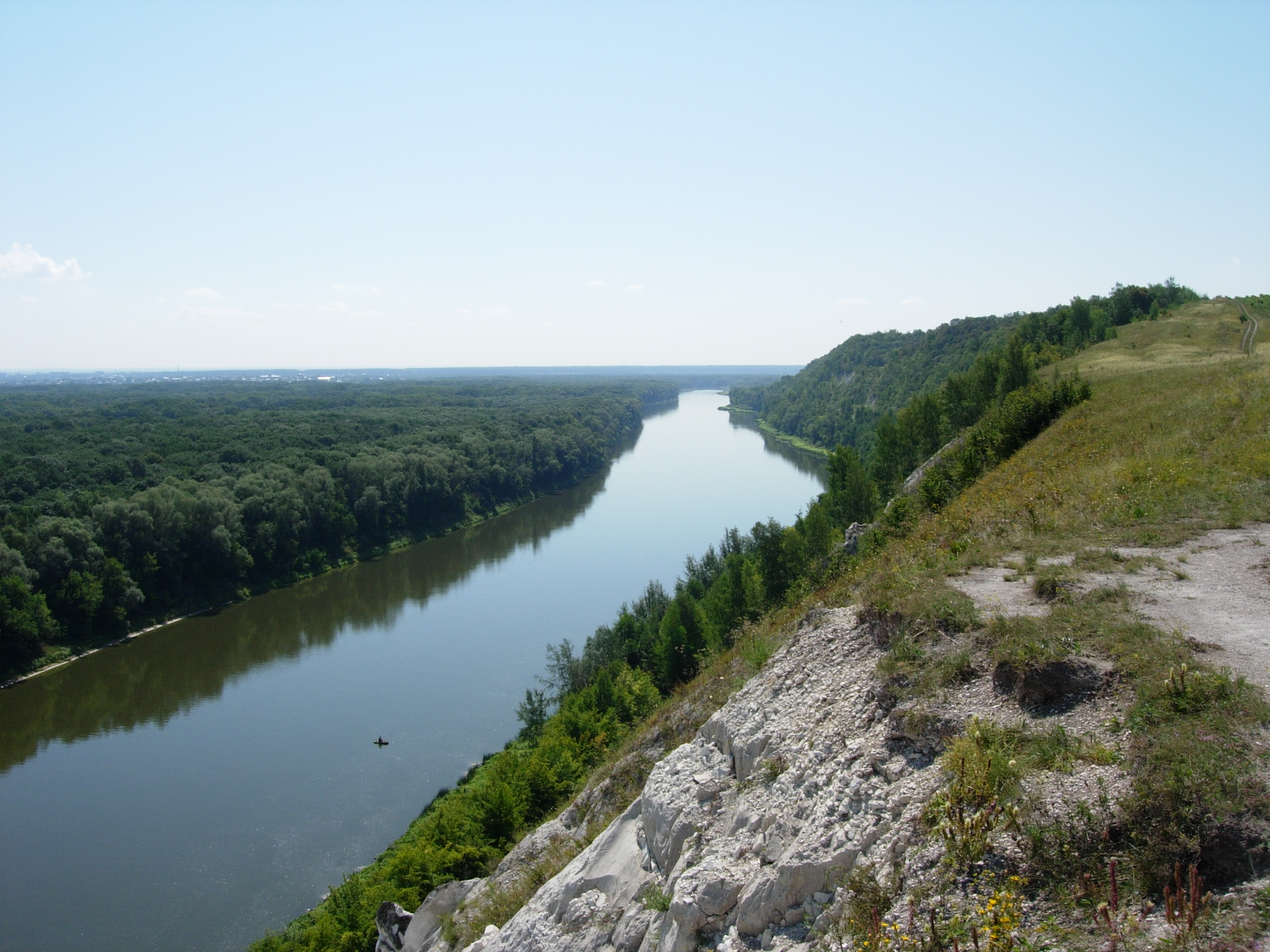
رود دن

دُن (روسی: Дон) یکی از رودخانه های اصلی روسیه است. این رود از شهر نومسکوفسک در ۶۰ کیلومتری جنوب شرقی شهر تولا شروع شده و پس از طی مسیر ۱۹۵۰ کیلومتری به دریای آزوف که بخشی از دریای سیاه است، می‌ریزد.
بخش‌هایی از این رود قابل کشتیرانی است. در جایی که رود دن در نزدیکترین فاصله به رود ولگا قرار می‌گیرد (تقریباً ۱۰۵ کیلومتر) کانال دن - ولگا احداث شده‌است. این کانال باعث شده تا دریای خزر و دریای سیاه به یکدیگر متصل شوند.
کرانه‌های رود دن در گذشته زیستگاه اقوام سکایی بوده‌است. نام این رود نیز از واژه سکایی دانو به معنای رودخانه آمده‌است. در دوره‌های بعد خزرها، تاتارها و کازاکهای دن در سواحل این رود زندگی می‌کرده‌اند. رمان دن آرام اثر شناخته شده میخائیل شولوخف نیز در مورد زندگی مردمان ساکن کناره این رودخانه است.